# Heinrich der Jüngere (Münsterberg)
Heinrich der Jüngere von Münsterberg (auch: Heinrich d. J. von Podiebrad; tschechisch: Hynek z Poděbrad; Hynek Minsterberský; * 18. Mai 1452 in Prag; † 1. Juli 1492 in Podiebrad) war Reichsgraf sowie Graf von Glatz. 1462–1471 amtierte er gemeinsam mit seinen älteren Brüdern Viktorin und Heinrich d. Ä. als Herzog von Münsterberg. Mit ihnen gemeinsam besaß er 1465–1472 auch das Herzogtum Troppau. Heinrich d. J., der auch als Schriftsteller hervorgetreten ist, bekleidete zeitweise das Amt des Landesverwesers von Böhmen.

## Familie und Werdegang
Heinrich d. J. von Münsterberg entstammte der zweiten Ehe des böhmischen Königs Georg von Podiebrad mit Johanna von Rosental. Er erhielt eine humanistische Ausbildung und beteiligte sich an  Wettkämpfen und ritterlichen Turnieren.
Als König von Böhmen, der seine Krone nicht vererben konnte, erreichte Georg 1459 für seinen zweitältesten Sohn Viktorin sowie 1462 für die Söhne Heinrich d. Ä. und Heinrich d. J. beim Kaiser Friedrich III. deren Ernennung zu Reichsgrafen. Georg seinerseits ernannte schon vorher diese drei Söhne zu Grafen von Glatz und belehnte sie mit der Grafschaft Glatz sowie dem Herzogtum Münsterberg und ab 1465 auch mit dem Herzogtum Troppau, das er 1464 erworben hatte.
1471 vermählte sich Heinrich d. J. mit Katharina, einer Tochter des sächsischen Kurfürsten Wilhelm von Sachsen. Kurz darauf starb sein Vater. Obwohl Heinrich seit jungen Jahren politisch und religiös auf dessen Seite stand, wandte er sich nun dem katholischen Glauben zu. Georgs Nachfolger Vladislav verpflichtete sich, Georgs Söhne zu beschützen und ihre Schulden zu übernehmen.
Nach einem Erbteilungsplan wurden 1472 Georgs Besitzungen aufgeteilt. Heinrich d. J. erhielt neben Podiebrad und Kostomlat auch Besitzungen in Schlesien. Seine Mutter vererbte ihm zudem Lichtemburk, Mělník und Teplitz.
Auf Empfehlung seiner Mutter, die ihn teilweise auch vertrat, wurde Heinrich 1472 in der Landesversammlung von Benešov zum Landesverweser gewählt. Im Gegensatz zu seiner Mutter stellte er sich jedoch auf die Seite des ungarischen Königs Matthias Corvinus. Grund dafür war vermutlich die nur zögerliche Tilgung der Schulden durch Vladislav, während Matthias Corvinus dies ohne Zögern tat. Die Herrschaft Kolín, die Heinrich von seinem älteren Bruder Viktorin erhalten hatte, erwarb 1475 für 20.000 Dukaten Matthias Corvinus, der dort seine ungarischen Besatzungstruppen stationierte. Nachdem Heinrich den Corvinus-Anhänger und Despoten Racek Kocovský zum Verwalter von Konopiště ernannte, verbanden sich Anhänger Vladislavs mit denen von Matthias Corvinus. 1478 kam es durch den Vertrag von Brünn zur Versöhnung zwischen Vladislav und Heinrich.
Heinrich bereitete die Abkommen zur Ernennung Vladislavs zum böhmischen König vor und spielte eine bedeutende Rolle bei der Befriedung der religiösen sowie in anderen rechtlichen Auseinandersetzungen in Böhmen. 1488 schlug er sich auf die Seite der schlesischen Fürsten, die sich gegen Matthias Corvinus erhoben. Nach der Niederschlagung des Aufstands musste er seine erbrechtlichen Ansprüche auf Podiebrad und Kostomlat an Johann Corvinus abtreten, einen unehelichen Sohn von Matthias Corvinus. Heinrich wurde dort allerdings ein lebenslanger Nießbrauch eingeräumt.
Heinrich d. J. starb auf der Burg Podiebrad. Sein Leichnam wurde nach Glatz überführt und in der Kirche des von seinem Bruder Heinrich d. Ä. gestifteten Franziskanerklosters beigesetzt. 1558 wurden er sowie acht weitere Mitglieder der Familie, die dort ebenfalls bestattet worden waren, in die Glatzer Pfarrkirche Mariä Himmelfahrt umgebettet.
Haupterbe wurde Heinrich d. Ä., dem auch die Sorge für Heinrichs Witwe und deren Kinder übertragen wurde.

## Nachkommen
- Aus der Ehe mit Katharina von Sachsen entstammte die Tochter Anna (1471–1517), die 1493 Heinrich IV. von Neuhaus heiratete.
- Mit seiner Geliebten Katharina Vojkova von Štítar und Straßnitz (Kateřina Vojkova ze Štítar a ze Strážnice) hatte er mehrere Kinder, darunter Friedrich, dem er später Kostomlat vermachte.

## Literarische Tätigkeit
Heinrich betätigte sich auch literarisch. In seinen Werken befasste er sich mit Zeitgeschichte, der Konversion zum Katholizismus, Eigentumsstreitigkeiten und seiner politischen Haltung. Seine Gedichte über Glück, Tugend, Ritterlichkeit und Weisheit entsprechen dem damaligen Stil des ausgehenden Mittelalters und der beginnenden Renaissance. Er übersetzte mehrere Novellen und schrieb auch unterhaltsame Prosa.
Auf seinen Reisen mit König Matthias Corvinus lernte er zahlreiche Humanisten kennen. Durch ihn wurden die Werke von Giovanni Boccaccio in Böhmen bekannt, die er aus dem Deutschen ins Tschechische übertrug.

## Werke
- Májový sen (Maitraum)
- Frantova práva
- Veršové o milovníku